# Félix Denayer
Félix Denayer (31 gennaio 1990) è un hockeista su prato belga.

## Palmarès

### Olimpiadi
- 1 medaglia:
  - 1 argento (Rio de Janeiro 2016)

### Europei
- 2 medaglie:
  - 2 argenti (Boom 2013; Amsterdam 2017)